# Pleione chunii
Pleione chunii là một loài thực vật thuộc họ Orchidaceae. Được tìm thấy ở Trung Quốc ở độ cao 14000–2800 m.Phát hoa dài 5–7 cm chỉ có 1-2 hoa.